# OpenTTD

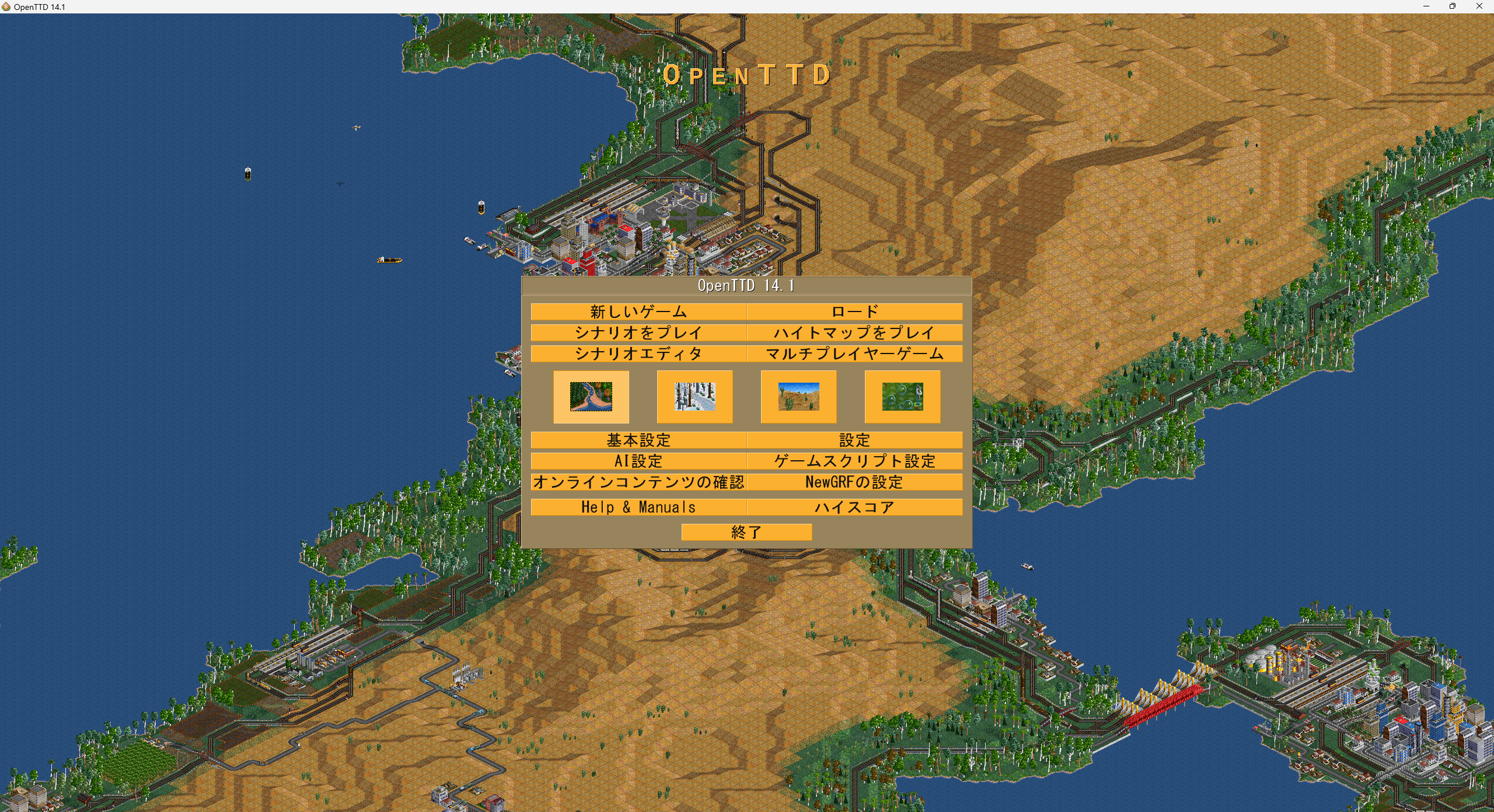
OpenTTDとOpenGFXグラフィックスセット

OpenTTDとは、クリス・ソイヤーのゲーム『Transport Tycoon Deluxe』のゲームエンジンのオープンソース版。

## 概要
OpenTTDはTransport Tycoon Deluxeのゲームシステムを複製したものがはじまりであるが、現在は鉄道駅建設および信号システムの改良、大型空港の追加、運河建設など様々な機能追加や操作性改善が行われている。元のゲームとの最大の違いは多人数でのプレイが可能となっている点であろう。LANやインターネット経由でプレイでき、最大255人のプレイヤーが同時プレイできるため、公開されたサーバもある。
TTDPatchから多くの機能を取り入れており、TTDPatchと同じく GNU General Public License でライセンスされている。古いバージョンのOpenTTDとTTDPatchも単独ではゲームとして遊ぶことは出来ない。OpenTTDは Transport Tycoon Deluxe の実行ファイルは不要だが、グラフィックスのファイルが必要であった。新たにグラフィックスを作る努力がなされ、現在のバージョンではグラフィックスのファイルも不要となった。。
2010年4月1日にバージョン1.0.0がリリースされた。

## 歴史
1994年に最初の『トランスポートタイクーン』がリリースされ、翌年に拡張版がリリースされた。
その後しばらくして Josef Drexler らサードパーティによるパッチ TTDPatch が登場した。これはTTDに存在するバグに対処するものだったが、そこから各種機能を追加したり拡張したりする方向に進化していった。TTDPatchはゲームを大胆に変えていったが、ユーザーが望むような機能追加はTTDPatchの方式では不可能だった。
2003年、Ludvig Strigeus がTTDのリバースエンジニアリングを開始し、ゲームをC言語に変換していった。OpenTTDの最初のリリースは2004年のことで、バージョン0.1とされていた。
最新の安定版はバージョン14.1である。また、代替リソースファイルのためのダウンローダーが内蔵されている。例えば、OpenGFXセットはゲームに必要な全てのグラフィックス、OpenSFXセットはゲームに必要な全てのサウンドを含んでおり、TTDのグラフィック/サウンドデータが無くともOpenTTDをプレイできるようになっている。そのため、実質的にOpenTTDは独立したゲームとなった。

## ゲーム内容
ゲーム内時間は1950年を始点とするが、開始日付は輸送機関が存在する時代なら任意の日付に変更可能であり、未来の輸送機関が登場する近未来の日付も設定できる。プレイヤーは運送会社を設立するため、資金を借りる。そして、貨物駅を建設し、工業地帯や市街地をつないで貨物を輸送し、さらに貨物と人を運ぶための車両を購入する。売り上げが増えれば路線を増やすことができ、最終的に運輸業界の帝国を築く。ゲームには最大15の競合企業が参加でき、それぞれを人間かコンピュータが制御する。旧来のAIはあまり賢くないが、AIスクリプトフレームワークが導入されてAIを自作することが可能になり、開発メンバーやコアプレーヤーがより強化されたAIを作成・公開するようになった(その多くは前述の内蔵ダウンローダーによりダウンロード可能になっている)。。
貨物輸送には4つの手段がある。鉄道、道路、航空、水上である。それぞれに専用の輸送機関と貨物を積み下ろしするための駅がある。駅は効率によって格付けされている。高格付けの駅にはより多くの商品が集まる。ゲームはいつでもセーブでき、セーブファイルはいくつでも作れる。
貨物（例えば石炭）はある駅で積み込まれ、目的地（例えば発電所）で降ろされる。それにより、会社に輸送費用の支払いが行われる。利益は輸送にかかった時間、距離、輸送した量、貨物の種類などで決定される。例えば、旅客は迅速な輸送を必要とし利益も高いが、石炭などは速度は重要ではない。
輸送経路を設定するツールはいろいろあり、地形を完全に変えるものもある。それぞれの町には代表者がいて、プレイヤーが大胆に地形を変えようとすると反対運動を起こす。
ゲームの進行に従い、新しい技術も利用可能になってくる。例えば、鉄道信号機は当初は腕木信号だが、時代が変わると赤と緑の色灯式信号が登場する。当初は蒸気機関車が使えるが、その後ディーゼル機関車、電気機関車、モノレールなどが登場し、最終的には磁気浮上式列車が利用可能になる。時代の変遷と共に都市開発も進み、経済要因や新規産業の登場、新たな資源の産出などにより、市街地も拡大していく。鉱山は資源を産出できなくなると閉山になり、輸送サービスが受けられなくなった工業地帯は廃れていく。
ゲームはゲーム内時間で2050年に終了し、プレイヤーの達成状況によっては「殿堂」に記録される。1950年から2050年の100年間をプレイすると、実時間では約25時間かかる。オプションで2050年を過ぎてもプレイし続けることもできるが、新たな技術は出現しない。

## 法的状態
このゲームは公式にリリースされたプロプライエタリなゲームを逆アセンブルして生まれたものであり、その法的状態にはユーザーからも疑問が呈されている。ただし、Debianではフリーでない要素を必要とするフリーソフトウェアとしてパッケージが存在している。

## プラットフォーム
Simple DirectMedia Layer というクロスプラットフォームのグラフィックスとサウンドのレイヤーを使っているため、OpenTTDは各種オペレーティングシステムでコンパイルし実行できる。以下のようなプラットフォームをサポートしている。
公式
- FreeBSD
- Linux
- macOS
- Microsoft Windows 95/98/ME/2000/NT/XP/Vista/7/8 [8][9]
- NetBSD
- OS/2
- OpenBSD
- ReactOS
- Solaris

非公式
- AmigaOS
- BeOS
- Apple iPhone
- Apple iPod Touch
- Android
- GP2X
- MorphOS
- ニンテンドーDS
- Palm OS
- RISC OS
- Symbian S60
- SkyOS
- PlayStation Portable
- Pocket PC
- UIQ3
- PC-DOS ※SDLではなくAllegroライブラリによるサポート。